# Лаперуз (лунный кратер)
Кратер Лаперуз (лат. La Pérouse) — крупный ударный кратер в восточной экваториальной области видимой стороны Луны. Название присвоено в честь французского мореплавателя Жана-Франсуа де Лаперуза (1741—1788)  и утверждено Международным астрономическим союзом в 1935 г. Образование кратера относится к позднеимбрийскому периоду.

## Описание кратера

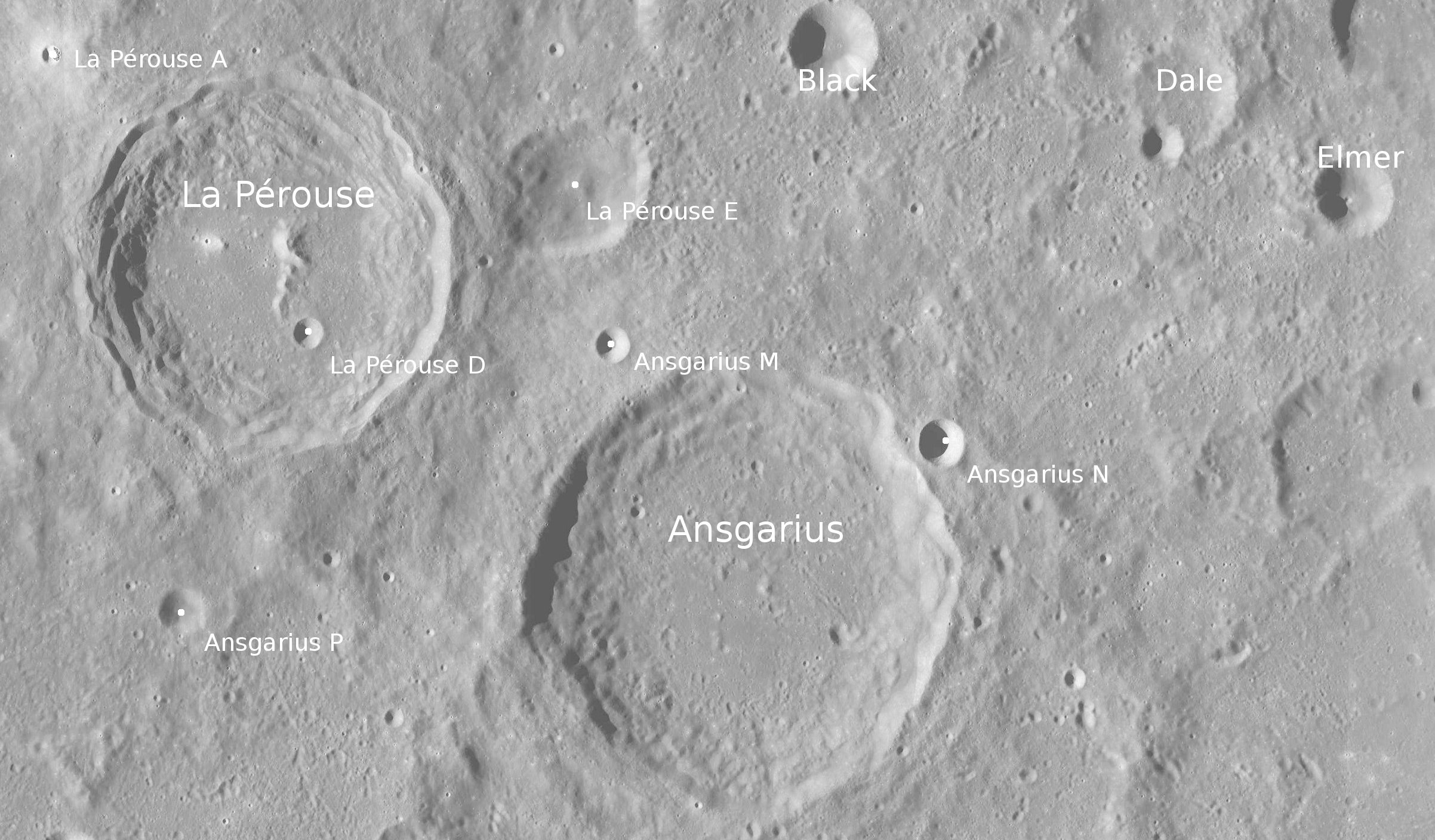
Окрестности кратера Лаперуз. Снимок зонда Lunar Reconnaissance Orbiter.

Ближайшими соседями кратера являются кратер Каптейн на западе; кратер Беринг на северо-западе; кратер Кестнер на северо-востоке и кратер Ансгар на юго-востоке. Селенографические координаты центра кратера 10°40′ ю. ш. 76°17′ в. д. / 10,67° ю. ш. 76,28° в. д., диаметр 80,4 км, глубина 4,18 км.
Кратер Лаперуз имеет полигональную форму и практически не подвергся разрушению благодаря небольшому возрасту. Вал c четко очерченной кромкой, внутренний склон с террасовидной структурой. Высота вала над окружающей местностью достигает 1340 м, объем кратера составляет приблизительно 5400 км³.  Дно чаши сравнительно ровное. В центре чаши расположен вытянутый с севера на юг хребет достигающий высоты 2000 м и состоящий из габбро-норито-троктолитового анортозита с содержанием плагиоклаза 85-90 % (GNTA1) и габбро-норито-троктолитового анортозита с содержанием плагиоклаза 80-85 % (GNTA2), южнее данного хребта находится приметный небольшой чашеобразный кратер. 

## Сателлитные кратеры
| Лаперуз | Координаты                                            | Диаметр, км |
| ------- | ----------------------------------------------------- | ----------- |
| A       | 9°16′ ю. ш. 74°42′ в. д. / 9,27° ю. ш. 74,7° в. д.    | 4,1         |
| D       | 11°10′ ю. ш. 76°34′ в. д. / 11,17° ю. ш. 76,57° в. д. | 6,6         |
| E       | 10°10′ ю. ш. 78°31′ в. д. / 10,17° ю. ш. 78,51° в. д. | 35,2        |

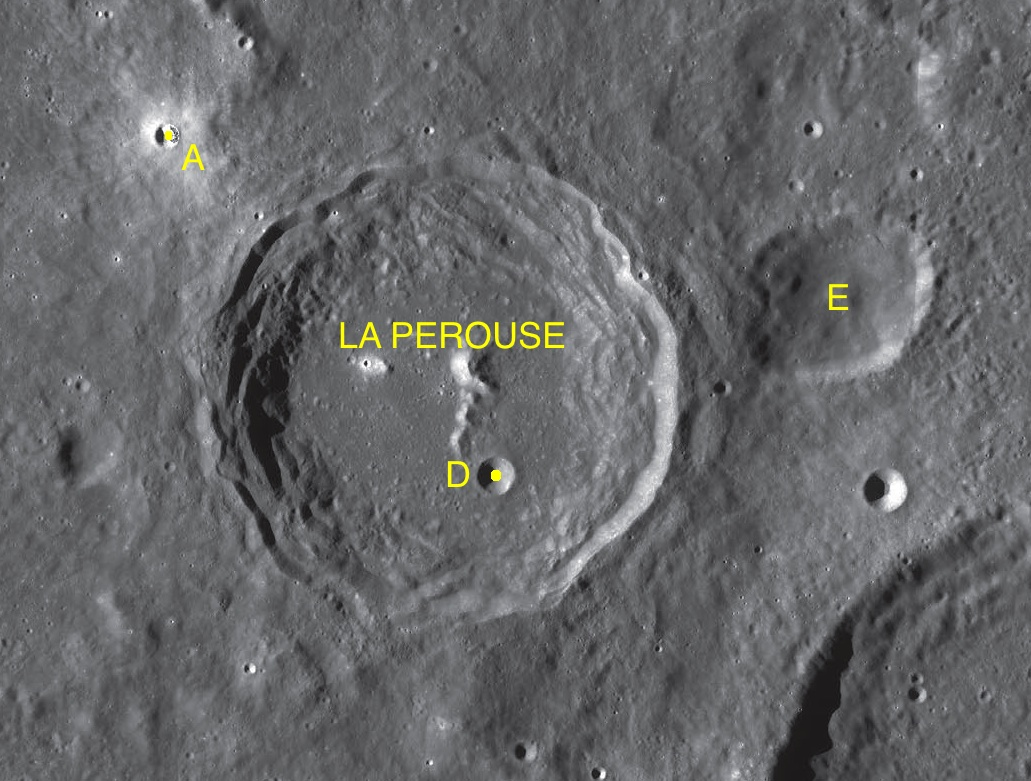
Фрагмент карты LAC-81.

- Сателлитный кратер Лаперуз А находится на вершине небольшого пика и окружен областью с высоким альбедо.

## См.также
- Список кратеров на Луне
- Лунный кратер
- Морфологический каталог кратеров Луны
- Планетная номенклатура
- Селенография
- Минералогия Луны
- Геология Луны
- Поздняя тяжёлая бомбардировка